# Калачакра
Калачакра (санскр. कालचक्र, калачакри IAST; тел. కాలచక్ర, каннада: ಕಾಲಚಕ್ರ; . དུས་ཀྱི་འཁོར་ལོ་, вайлі: ООС-Чжи "хор-ло; монг. [ Цогт Цагійн Хүрден]; кит.: 时 轮) — одна з систем світогляду у тантричному буддизмі. Сам термін «калачакра» буквально означає «колесо часу» або «цикли часу».
Калачакра Тантра — точна назва «Калачакра Лагхутантра» (Kālacakra Laghutantra), оскільки вона є скороченою формою оригінального тексту — Калачакра Мулатантра (Kālacakra Mūlatantra), тобто «Корінна тантра Калачакри».
Слово Калачакра зазвичай використовується для позначення складного езотеричного навчання-і-практики в тибетському буддизмі.
Також, Калачакра — календарна система 60-річних циклів у багатьох країнах Азії, пов'язана з буддизмом через ідею нескінченності часу і нескінченного ланцюга перероджень.

## Історія
Як сказано тибетським істориком Таранатхи / Tāranātha /, Мулатантра була передана Буддою в повний місяць місяця Чайтра на рік, наступний після його просвітлення (тобто 6 ст. до н. е.), біля великої ступи Дханьякатака / Dhānyakataka / в Індії. Це вчення було її запит королем Сучандрою / Sucandra / з Самбхали / Sambhala / (найчастіше пишеться «Shambhala». В оригінальних санскритських текстах зовнішній вигляд звичайно еквівалентний «Sambhala», але в тибетських текстах написано у вигляді «Shambhala»)
Маньжушрі Йашас / Mañjuśrī Yaśas /, є автором Калачакра Лагхутантри.
Сучандра повернувся в Самбхалу і тоді записав Тантри у вигляді тексту. Він склав описову Тантру в 60,000 рядків як коментар на вихідну Мулатантру з 12,000. Наступний король Самбхали, Йашас, написав скорочену форму Тантри, Калачакра Лагхутантра / Kālacakra Laghutantra /. Вона приблизно в чверть довжини оригінальної Мулатантри. Цей текст зберігся в наші дні, і, власне, попросту відомий як Калачакра Тантра. "
Наступним королем був Пундаріка, і він склав коментар на Лагхутантру, відомий як Вімалапрабха  Він також зберігся сьогодні, і обидва ці тексти доступні в санскритському оригіналі і тибетському перекладі. У часи Калки Аджа Вчення Калачакри було принесено до Індії. І вважається, що в даний час на левиному троні знаходиться Шрі-пала. І всі правителі Навчання, починаючи з Сурешвара і аж до Ананта — Віджая будуть правити в царстві рівно по сто років кожен.
Історія передачі вчення з Шамбали в Індію і Тибет розрізняється залежно від традиції. У найважливішій традиції перекладача Дро чи традиції Соманатхі, історія має такий вигляд. Індійський пандіта Махакалачакрапада (Маньжуваджра) здійснив подорож на північ і по дорозі зустрів еманацію короля Калки. Від нього він отримав посвячення і повчання і далі здійснював шестичастинним Йогу, придбавши здатності подорожувати в Шамбалу. Там він отримав повну передачу Калачакри і багатьох інших тантр, які почав поширювати в Індії. Наприкінці життя він пішов у веселковому тілі. Його наступником був Калачакрапада Молодший (Шрібхадра). Відомо, що він давав учення п'ятистам пандитами Наланди. Від нього, через Бодхібхадру і Соманатху, вчення Калачакри перейшло до Тибету. Синя Літопис дає список двадцяти перекладачів, які перевели Калачакра Тантру незалежно, але прийнято виділяти двох як видатних : Дро Шераб Драк, який працював в основному з  Соманатхою, і Рову Чораб, який подорожував в Непал і працював з пандитом Саманташрі.
Так, вчення Калачакри, перейшовши в Тибет, поширилося у всіх традиціях, найчастіше в змішаному вигляді декількох ліній переказів. Однак стадія завершення , Шість Йог Калачакри, в наш час збереглася тільки в традиції Джонанг, яка здавна базувалась на практиці Калачакра тантри.
Реріх робив переклад тексту, але в кожному разі, це лише спроби якось ознайомити з Калачакрою, а не вся її суть.
І як писав сам Реріх — калачакра передається тільки особисто Далай-Ламою.
Хоча звичайно повний текст є в сховищах Шамбали.

## Калачакра-тантра
Калачакра-тантра (санскр. कालचक्र तन्त्र , «Тантра Колеса Часу») — тантра, в тибетській традиції вважається вершиною навчань Ваджраяни.
Одна з ідей " Калачакри " — доктрина єдності буття. Л. Е. Мялль визначає Калачакру як ототожнення макрокосму з мікрокосмом, всесвіту з людиною. Він вказує, що, "згідно Калачакрі, всі зовнішні явища і процеси взаємопов'язані з тілом і психікою людини, тому, змінюючи себе, людина змінює світ "
Калачакра розділена на п'ять розділів. Перша глава цієї тантри присвячена космології, астрономії, астрології та теорії календаря. Ці ідеї " Калачакри " справили таке враження на тибетців, що вони провели реформу календаря, ввівши систему шістдесятирічних циклів. За точку календарного відліку (перший рік першого циклу — рабджуна) був узятий 1027 , коли, відповідно до тибетської традицією, буддійський вчитель Атиша приніс текст " Калачакри " з країни Шамбала.
Друга глава присвячена опису людського організму, третя — підготовці до медитацій — етап ініціації, четверта — самим медитативним практикам, п'ята — станом просвітлення.
Калачакра — мандала — мандала у вигляді кругової або просторової схеми світобудови, використовувана в тантричій системі Калачакри.
Yangchar [ddyang "char] — підкатегорія білої астрології Кар Ці є тибетське слово для Svarodhaya [ санскр. ] Означає «яка виникає через голосні», що виходять з Шивасвародая-тантри і Калачакри-тантри. Обидва представляють цикли Всесвіту з точки зору послідовності перетворення звуки через місяці і дні року. У той час як Калачакра є основним джерелом астрономічних обчислень і  Шивасвародая-тантра (Sivasvarodhaya-tantra) насправді -індуська шиваїтська астрономічна тантра, яку було переведено і доставлено в Тибет з Індії. Це незвично, так як це єдиний шиваїтський текст  з колекцією індійських буддійських коментарів. Легенда говорить, що його приніс до Тибету Рінчен Шераб. Оригінальний складався з 10 кореневих тантр кожна зі своїм коментарем, але тільки п'ять з них потрапили в Тибет, як Рінчен Шераб побачив, що п'ять з коментарів, присвячених магічним операціям можуть стати джерелом чорної магії, і знищив їх. Інші п'ять текстів і коментарів містять безліч предметів, пов'язаних з астрономічними обчисленнями з використанням 28 індійських сузір'їв. В даний час Yangchar використовується як форма особистого прогнозування на основі звуків в імені осіб. Це пов'язує їх з конкретними сузір'ями. Він також використовується в хорарній астрології для великої різноманітності питань, включаючи медицину, погоду, політичні та особисті проблеми. Вони називаються Колеса Янгчар, і є сотні таких коліс в текстах, чотири широко використовується.

## Калачакра в сучасних буддійських школах
Вчення Калачакри прийшло в Тибет різними шляхами. Потім ці лінії передачі зливалися, переходячи в рамки шкіл. Так, від Калачакрапади Молодшого вчення перейшло до Тибету через Манджушрі — Кірті, Соманатху і Цями Лоцава. Від Соманатхи утворилися лінія Дро, яка відразу стала підтримуватися майстрами Джонанг, лінія Абхайя, яка потім перейшла до засновника традиції Сакья, лінія Анупама — Сагари, яка потім перейшла в лінію Друкпа Каг'ю і через Вібхуті Чандру у Карма Каг'ю, в якій злилися також лінії Рову, лінія Цями Лоцава і лінія Дро. Лінія Абхайя, лінія Дро і Рову перейшли до Цонкапи, який є засновником традиції Гелуг. У традиції Ньїнґма лінія передачі являє собою лінію Джамгон Конгтрула, яка об'єднала лінії Карма Каг'ю і Джонанг.
В даний час лінія передачі Калачакра тантри зберігається у багатьох школах, даються посвячення майстрами Каг'ю і Гелуг, однак лінія передачі Шести Йог Калачакри збереглася лише в традиції Джонанг.
Ініціацію Калачакри здійснюють кілька вчителів, найбільш відома ініціація, проведена Далай-ламою.
Далай-лама проводить посвяту в Калачакру в Бодх-Гая з 2003 року.
Ініціація Далай-лами проводиться при великому скупченні народу, нерідко більше десяти тисяч людей і супроводжується детальним поясненням вчення, яке триває більше тижня. Незважаючи на масовість, Калачакра вважається складною практикою, і не очікується, що всі присутні зможуть її прийняти й освоїти одразу.
Зазвичай ініціації чергуються — поперемінно вони проводяться в Індії та в західних країнах.